# Doppelhaushälfte (Fernsehserie)

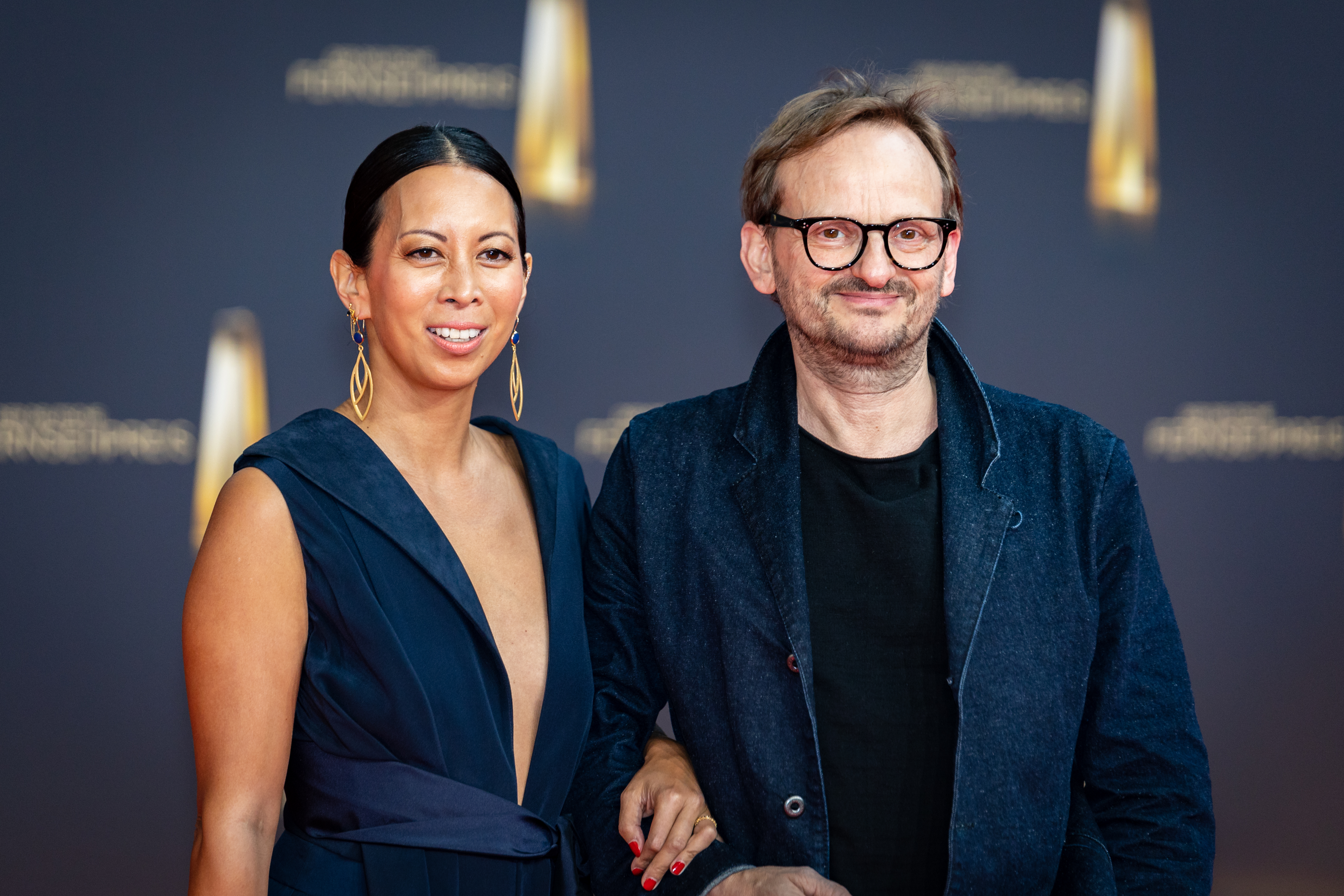
Hauptdarsteller Minh Khai Phan Thi und Milan Peschel beim Deutschen Fernsehpreis 2022

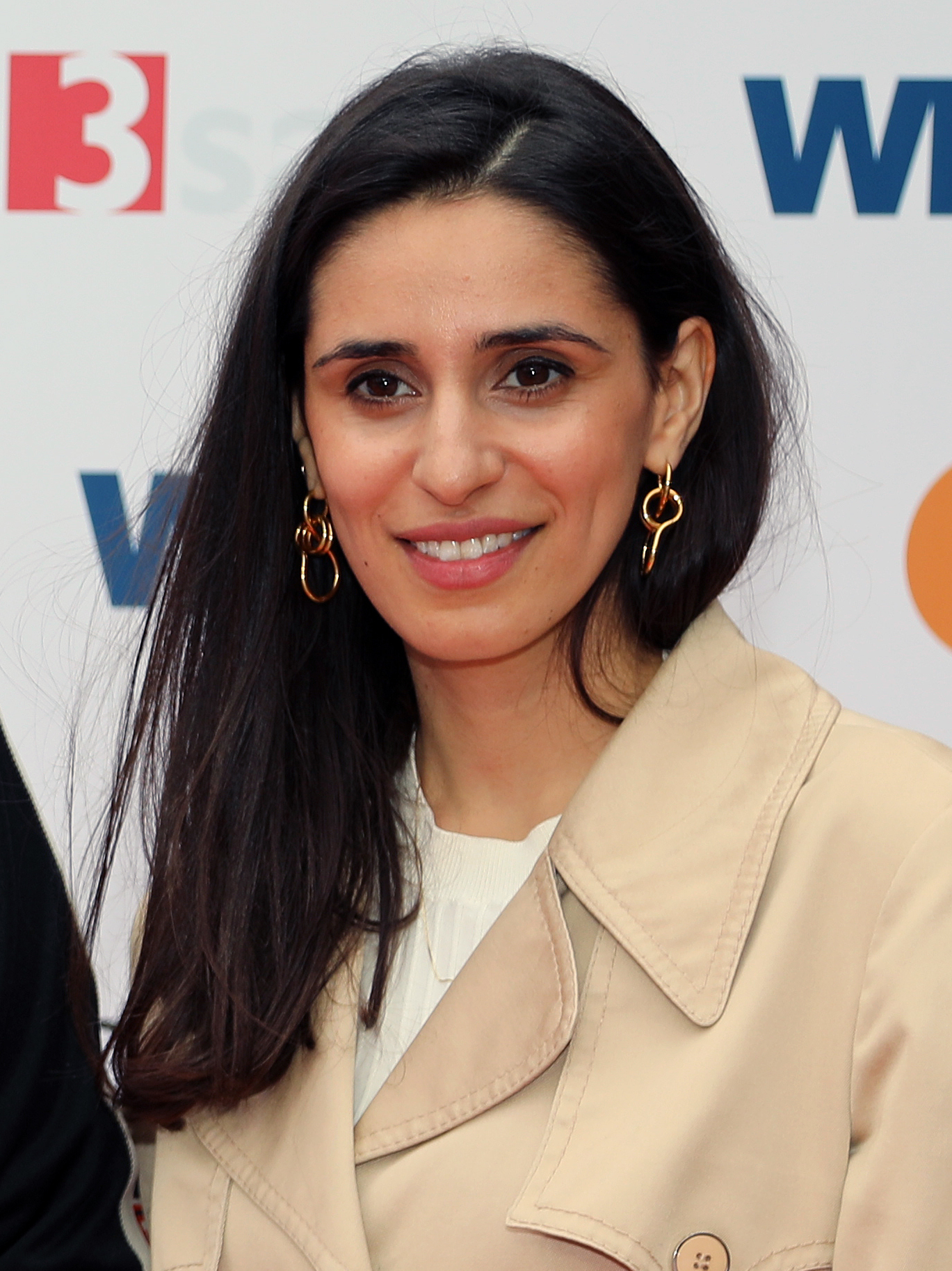
Hauptdarstellerin Maryam Zaree bei der Grimme-Preis-Verleihung 2018

Doppelhaushälfte ist eine deutsche Comedy-Fernsehserie des Senders ZDFneo, die erstmals 2022 ausgestrahlt wurde.

## Inhalt
Ein Berliner Paar, der Afrodeutsche Theo Kröger mit Vorfahren aus Ruanda und die iranischstämmige Mari Sawadi, zieht mit Maris Tochter Zoe aus Berlin-Neukölln in eine Doppelhaushälfte in den fiktiven Ort Schönefelde im Berliner Umland. Theo arbeitet als Musiklehrer, Mari als HR-Managerin bei einem großen Hersteller von Elektroautos. In der anderen Doppelhaushälfte, in deren Garten eine Deutschlandflagge gehisst ist, wohnen Andi und die vietnamesischstämmige Tracy Knuppe mit ihrem Sohn Rocco. Durch diese Konstellation der beiden Wohneinheiten sind Konflikte programmiert, zumal beide Familien ihre Vorurteile über die anderen haben. Während die Knuppes in Jogginghose oder Unterhemd stundenlang vor dem Fernseher sitzen, Bier trinken und Chips essen, geht es im Hause Sawadi-Kröger vornehmer zu.
Die Serie zeigt die Vorurteile, das Misstrauen und die Auseinandersetzungen, die im Alltag der migrantischen Patchworkfamilie aus der Stadt und der ostdeutschen Dorffamilie entstehen.

## Figuren
Hauptfiguren sind die in den beiden Doppelhaushälften wohnenden Familien Knuppe und Sawadi-Kröger.

### Familie Knuppe
Tracy KnuppeTracy kommt aus Birkenwerder. Ihre Eltern sind vor der Wende als Vertragsarbeiter aus ihrer vietnamesischen Heimat in die DDR gekommen. Aufgewachsen ist sie in einem Plattenbau mit drei Geschwistern. Ihre Eltern lernten nie richtig Deutsch zu sprechen, woraufhin sie Verantwortung übernehmen musste. Dadurch hat sie sich ihren rauen Umgangston erarbeitet. Sie leitet in Schönefelde den Schönheitssalon Beautyfelde und nennt Andi gern „Motte“.
Andi KnuppeAndi hat früher als Polizist und Elektriker bei der Marine gearbeitet. Nachdem seine Arbeit bei der Polizei ein jähes Ende fand, versucht er mit Aushilfs- und Gelegenheitsjobs, etwa als Makler oder Security-Mitarbeiter, über die Runden zu kommen. Er macht es sich mit einem Bierchen gern auf der Couch gemütlich. Tracy nennt er liebevoll „Mausi“.
Rocco KnuppeRocco ist beider Sohn, der sehr introvertiert ist. Er spielt viel am Computer und hat Schwierigkeiten im sozialen Umgang, was ihn an der Schule zum Außenseiter macht. Familie Sawadi-Kröger hält ihn anfangs für kognitiv beeinträchtigt. Er fühlt sich zur Nachbarstochter Zoe hingezogen.

### Familie Sawadi-Kröger
Mari SawadiMari  kommt aus Berlin und hat iranische Wurzeln. Sie ist in ihrem Job beim Elektro-Automobilhersteller Tecla erfolgreich, hat promoviert und tritt anderen gegenüber selbstbewusst auf. Sie setzt sich für eine bessere Welt ein, in der Menschen unabhängig von ihrer Herkunft gleiche Chancen in ihrem Leben haben. Deshalb scheut sie weder Diskurs noch Streit und wirft Polizisten während einer Fahrzeugkontrolle Racial Profiling vor. Sie bemüht sich oft um eine bessere Beziehung zu Zoe.
Theo KrögerTheos Vater stammt aus Ruanda, seine Mutter ist Deutsche; er selbst kommt aus Karlsruhe. Theo sieht sich selbst als Deutscher, was er seit einer Reise nach Ruanda in seiner Kindheit weiß. Er hat mehrere Jahre vor sich hin studiert, ist letztlich Musiker geworden und arbeitet als Musiklehrer. Im Gegensatz zu Mari versucht er, Konflikten aus dem Weg zu gehen.
Zoe SawadiZoe ist Maris Tochter aus einer früheren Beziehung, die gerade in der Pubertät steckt. Sie hat ihre Probleme mit dem Wegzug aus Berlin. Neue Freunde zu finden ist für sie in der neuen, provinziellen Umgebung nicht einfach. Sie gerät mit Mari oft in Streit, beispielsweise über Make-up, Drogen oder ihren Freund Johnny. Von Tracy wird Zoe oft Püppi genannt.

### Nebenfiguren
Wörner, Guttsche und EcknerDie Polizisten im Dorf. Mit Wörner und Guttsche hat Andi früher zusammengearbeitet, jetzt treffen sie sich zum gemeinsamen Canasta-Spiel. Eckner ist anfangs Polizeianwärterin und geht mit Wörner auf Streife.
Ly und DanhBeide sind Angestellte in Tracys Schönheitssalon. Sie sprechen mit ihr immer dann vietnamesisch, wenn Kunden nicht mitbekommen sollen, worum es geht.
JohnnyZoes zeitweiliger Freund. Mari kann ihn nicht ausstehen, hält ihn für arrogant, dumm und selbstverliebt.

## Produktion
Die erste Staffel wurde vom 26. Mai bis zum 22. Juli 2021 in Kleinmachnow gedreht. In der ZDFmediathek war die erste Staffel ab dem 8. März 2022 verfügbar, im Fernsehprogramm des Senders wurde sie erstmals am 15. März 2022 ausgestrahlt.
Im Juli 2022 wurde bekannt gegeben, dass die Serie fortgesetzt werde und bereits Dreharbeiten für eine zweite Staffel begonnen hätten. Die Dreharbeiten zur zweiten Staffel begannen am 15. Juli und endeten am 12. August 2022. In der ZDFmediathek ist die zweite Staffel seit dem 28. April 2023 abrufbar, im Fernsehprogramm des Senders wurde sie zuerst am 9. Mai 2023 ausgestrahlt.
Im Oktober 2023 wurden zwei kürzere Folgen im Rahmen eines Specials zu Halloween ausgestrahlt. Die dritte Staffel mit 10 Folgen wurde im Sommer 2023 gedreht und ist seit dem 9. August 2024 in der ZDFmediathek verfügbar.
Im September 2024 wurde verkündet, dass bis zum 10. Oktober 2024 in Berlin eine vierte Staffel gedreht werde. Die Staffel beinhaltet neun Folgen inklusive einer Weihnachtsfolge.

## Episodenliste

### Staffel 1
| Folge | Name                      | Erstausstrahlung | Einschaltquoten | Inhalt und Gastdarsteller |
| ----- | ------------------------- | ---------------- | --------------- | --- |
| 1     | Chancengleichheit         | 15. März 2022    | 1,06 Millionen  | Bei der Besichtigung einer Doppelhaushälfte im Grünen müssen Theo und Mari einiges tun, um sich gegen ein konkurrierendes weißes Paar durchzusetzen. Mari fühlt sich aufgrund ihrer Herkunft vom Makler diskriminiert, Theo versucht diesen mit schnell besorgtem Bier zu beeindrucken. Durch eine günstige Fügung bekommen sie den Zuschlag, müssen aber feststellen, dass der angebliche Makler ihr zukünftiger Nachbar sein wird. |
| 2     | Gut für die Nachbarschaft | 15. März 2022    | 1,01 Millionen  | Rocco wird von älteren Jungs verprügelt, weswegen Andi ihn in Selbstverteidigung trainiert. Mari verkennt dies als Misshandlung und meldet es der Polizei. Als sie den Irrtum erkennt, soll ein gemeinsames Grillen die Wogen glätten. Als Theo und Rocco dafür einkaufen, treffen sie die Jugendlichen, die sich über die beiden lustig machen. Theo verprügelt die Jungs, sodass die Polizei wenig später erneut anrücken muss. |
| 3     | Schall und Rauch          | 22. März 2022    | 0,75 Millionen  | Als Mari mit Zoe zu einer Hochzeit aufbricht, sagen Theos Freunde die geplante Jamsession krankheitsbedingt ab. Er findet im Garten Gras, das Zoe zuvor im Tauschgeschäft von Rocco erhalten hat. Als Tracy Theo beim Kiffen erwischt und bemerkt, dass es ihr Gras ist, rauchen sie gemeinsam und landen vollgedröhnt im Keller. Theo löst den stillen Alarm der Knuppes aus und Andi eilt von seinem Canasta-Abend herbei. Als unerwartet auch noch Mari und Zoe dazustoßen, ist das Chaos perfekt.                                                  |
| 4     | Brian                     | 22. März 2022    | 0,54 Millionen  | Maris schwuler Bruder Brian offenbart, dass er zur Bundeswehr gehen wird. Mari schlägt ihm kurzerhand ein Kunststudium vor und tatsächlich beginnt er am nächsten Morgen zu malen. Als Model hat er sich Nachbar Andi auserkoren, worauf Theo neidisch ist. Zoe gibt über ihren Social-Media-Kanal Schminktipps – Follower Rocco freut es; Mari findet das Make-up völlig übertrieben. Als Tracy dies mitbekommt, lockt sie Zoe in ihren Beautysalon und schminkt sie professionell.                                                                   |
| 5     | Vorrundenaus              | 29. März 2022    | 0,77 Millionen  | Theo hat zum Fußballschauen im Garten Freunde eingeladen, Mari ihre Bekannte Comfort und deren Freund Tobi, einen weißen Afrikakenner mit Dreadlocks, der andere gern über Rassismus belehrt. Knuppes stoßen dazu und Tracy versteht sich gleich prächtig mit Comfort. Andi stellt fest, dass außer ihm nur Tobi weiß ist. Dieser interpretiert Andis Zuzwinkern als rassistischen Angriff. Die Stimmung kippt. Gäste: Florence Adjidome als Comfort, Christopher Schärf als Tobi, Ibrahima Sanogo als Francis, Bryan Kaime Lomuria als Ouakam         |
| 6     | Die Kamera                | 29. März 2022    | 0,65 Millionen  | Mari stalkt Zoes unliebsamen Freund über Social-Media, während Theo dem Gestöhne der Knuppes durch die Wand lauscht. Mari steckt Andi, dass man sie beim Sex höre, sodass Andi krampfhaft versucht, die Geräusche zu reduzieren. Mit einer von Andis gekauften Überwachungskameras bastelt Rocco eine filmende Drohne, die zu Theo und Mari hinüberfliegt, als diese sich gerade auf dem Wohnzimmertisch verlustieren. Doch auch Andi und Tracy sind näher, als die beiden ahnen.                                                                      |
| 7     | Mediation                 | 5. April 2022    | 0,87 Millionen  | Nachdem Andi Zoe angezeigt hat, weil sie Rocco hat Knabberzeugs kauen lassen und die Geräusche gestreamt hat, müssen die Familien ein Gespräch mit einer Mediatorin führen. Es stellt sich heraus, dass die Kinder damit fast 10.000 Euro verdient haben, worauf Knuppes Schmerzensgeld einfordern. Die Mediatorin schlägt ein Gespräch vor, in dem alle die Rollen tauschen. Es geht zunächst heiß her, doch Tracy schlägt vor, die Anzeige zurückzuziehen, wenn sie an den Einnahmen beteiligt werden. Gäste: Christina Große als Frau Doktor        |
| 8     | SchöneBunteFelde          | 5. April 2022    | 0,67 Millionen  | Mari hat ein Dorffest der kulturellen Vielfalt initiiert und Andi dafür das Gelände des Fußballvereins Germania Schönefelde klargemacht. Andis Polizeikumpel warnen, dass der Verein dies missbillige und alles abgesagt werden müsse, was Andi unbedingt verhindern möchte. Schließlich erscheint eine Gruppe von Vereinsmitgliedern und zettelt eine Schlägerei an, an deren Ende Mari Theo ihre Schwangerschaft mitteilt. Zum Schluss feiert die lädierte Dorfgemeinschaft in kleiner Runde. Gäste: Cynthia Micas als Adela, Mido Kotaini als Hamdi |

### Staffel 2
| Folge | Name                  | Erstausstrahlung | Einschaltquote | Inhalt und Gastdarsteller |
| ----- | --------------------- | ---------------- | -------------- | --- |
| 9     | Frida                 | 9. Mai 2023      |                | Da Mari wieder arbeiten geht, kümmert sich Theo um die kleine Frida. Andi organisiert für Rocco einen Praktikumsplatz in Maris Firma und hilft dem überforderten Theo mit Frida. Damit Rocco Verantwortung lernt, kauft ihm Tracy einen Hamster, den sie jedoch aus verschiedenen Gründen mehrmals ersetzen muss. Als Mari unerwartet früh von der Arbeit kommt, bekommt sie mit, dass Andi sich um Frida kümmert. Diese produziert dann auch ihr erstes Wort: „Andi“. Gäste: Aleksandar Jovanovic als Jonas Stahl                                                              |
| 10    | Golfkrieg             | 9. Mai 2023      |                | Andi hat im Golfclub Hausverbot. Um beim Turnier dennoch den Preis inklusive Mitgliedschaft zu erobern, meldet er Rocco unter falschem Namen an. Doch auch Gattin Tracy tritt an. Rocco erhält Tipps von Theo, der früher einmal ein großes Golftalent war, bis ihm die Nerven durchgingen. Zoe hingegen protestiert mit Freundin Charlotte gegen die Golfplatzerweiterung. Mari unterstützt die Teenager, doch ihre Methoden werden den beiden schließlich zu radikal. |
| 11    | Verpasste Chancen     | 16. Mai 2023     |                | Andi trifft im Supermarkt Manni, Tracys erste Liebe und Selfmademan. Durch ihn erfährt Andi, dass er eine wertvolle Versicherungspolice besitzt. Er macht sich im Haus sofort auf die Suche und spannt dafür auch Theo ein. Manni versucht wieder bei Tracy zu landen, während Mari Zoe in ihrem Liebeskummer trösten möchte und Rocco den guten Zuhörer gibt. Als sich zum Schluss alle im Keller streiten, findet Rocco von den anderen unbemerkt die Police und isst sie. Gäste: Devid Striesow als Manni                                                                    |
| 12    | Amour Fou             | 16. Mai 2023     |                | Theo und Mari wollen endlich mal wieder ausgehen und geben Zoe und Charlotte letzte Anweisungen fürs Babysitten von Frida. Noch ahnen sie nicht, dass Knuppes im gleichen Hotel sind und beide Paare notgedrungen den Tisch teilen müssen. Alle Bemühungen Maris, dies zu ändern, schlagen fehl. Zuhause beauftragen die beiden Mädchen Rocco, Alkohol mitzubringen. Dieser kümmert sich auch um Frida und imponiert Charlotte. Schließlich spielen sie Flaschendrehen. Gäste: Mehdi Nebbou als Oberkellner Abdellatif, Orit Nahmias und Knut Berger als Angestellte im Sexshop |
| 13    | Invasion              | 23. Mai 2023     |                | Bei Knuppes bricht eine Kakerlakeninvasion aus und sie müssen während der Bekämpfung im Vorgarten zelten. Mari erträgt das nicht und sie überzeugt Theo und Zoe, sie bei sich aufzunehmen. Bald treten Meinungsverschiedenheiten zutage: übers Fernsehen, Ordnung und Familienmodelle. Jetzt versucht Mari, sie wieder loszuwerden, eine Aussprache der Familien eskaliert. Als Knuppes wieder in ihre Hälfte können, kommt es bei Sawadi-Kröger zur Kakerlakeninvasion. |
| 14    | Meta                  | 23. Mai 2023     |                | Maris Bruder Brian lädt die Familien zu seiner Vernissage ins Metaverse ein; jeder betritt als Avatar die virtuelle Welt. Andi missfällt, dass er auf den Bildern als Affe abgebildet ist, woraufhin er sich beim Impressum beschweren möchte. Tracy stiehlt eines der Bilder und Mari nimmt die Verfolgung auf. Rocco kann in der Anonymität der Welt besser mit Zoe kommunizieren, während Theo sich mit zunehmender Dauer zum Propheten einer wachsenden virtuelle Bewegung entwickelt.                                                                                      |
| 15    | Werwolf-Mafia         | 30. Mai 2023     |                | Theo hat seit Wochen auf einen Werwolf-Spieleabend hingearbeitet. Als Gäste absagen, werden Knuppes als Ersatz eingeladen, die gerade Tracys Mutter zu Besuch haben. Statt zu spielen, wird viel diskutiert bzw. miteinander gestritten, sodass Theo resigniert. Schließlich kommt die Polizei wegen einer anonymen Ruhestörungsmeldung und die Gruppe fragt sich, ob einer von ihnen diese gerufen habe. Die Polizeianwärterin fordert daraufhin alle auf, gemeinsam das Spiel zu beginnen.                                                                                    |
| 16    | Nacht in Finsterfelde | 30. Mai 2023     |                | Die Gruppe begibt sich in Theos ausgeschmückte Kulisse. Unter seiner Spielleitung versuchen die Mitspieler herauszufinden, wer von ihnen die beiden Werwölfe sein könnten. Es wird kombiniert und verdächtigt; Konflikte werden ausgetragen, die Stimmung wird gereizter. Nachdem sich die Gruppe Runde für Runde immer mehr dezimiert, müssen die Verbliebenen mit ihrer letzten Wahl über den Ausgang des Spiels entscheiden. |

### Halloween Special 2023
| Folge | Name         | Erstausstrahlung | Einschaltquote | Inhalt und Gastdarsteller |
| ----- | ------------ | ---------------- | -------------- | --- |
| S1    | Quarantäne 1 | 31. Oktober 2023 |                | In Schönefelde hat die Viruspandemie Einzug gehalten. Tracy führt in ihrem Keller illegal den Beautysalon weiter, wobei sie permanent hustet. Sawadi-Krögers hingegen tragen Gasmasken, desinfizieren und testen fortwährend. Andi versucht Theo von der Unverhältnismäßigkeit ihrer Maßnahmen zu überzeugen. Mari ist von den Diskussionen mit den aufgeschnappten Meinungen mittlerweile ziemlich genervt. Da ihre Haare immer wilder aussehen, geht sie rüber zu Tracy. |
| S2    | Quarantäne 2 | 31. Oktober 2023 |                | Nachdem Mari Knuppes Haushälfte betritt, stellt sie fest, dass die Kunden zu Zombies mutiert sind und sie sich zur Wehr setzen muss, wobei ihr Rocco zu Hilfe kommt. Als sie Andi retten wollen, greift Tracy diesen an. Während Rocco bei seinen Eltern bleibt, geht Mari zurück zu Theo und Zoe, die sich mittlerweile auch in Zombies verwandelt haben. In die Enge getrieben, wacht Mari aus dem Albtraum auf. Doch Theo ist immer noch ein Zombie.                    |

### Staffel 3
| Folge | Name                     | Erstausstrahlung | Einschaltquote | Inhalt und Gastdarsteller |
| ----- | ------------------------ | ---------------- | -------------- | --- |
| 17    | Gender Pay Gap           | 9. August 2024   |                | Mit einem Schulprojekt über die Ungleichbezahlung der Geschlechter bringen Rocco und Zoe einiges ins Rollen. Als Mari vom Chef einen ihr vorenthaltenen Bonus einfordert, wird sie freigestellt. Andi wird in Maris Firma Sicherheitsmann, ist dem jedoch nicht gewachsen. Um den fehlenden Verdienst Maris wettzumachen, verkauft Theo mit unlauteren Mitteln Sachen im Internet, was ihm bald zum Verhängnis wird. Als auch noch Tracys Mitarbeiter im Schönheitssalon mehr Gehalt fordern, sehnen sich alle den Status quo zurück.                                                                                               |
| 18    | Die Zone                 | 9. August 2024   |                | Theo, Mari und Zoe wollen ungestört baden, treffen am Strand aber sogleich auf Andi, Tracy, Rocco sowie Andis FKK-liebenden Vater. Zoe entdeckt im Wald den angesagten Club „Die Zone“; der Türsteher verweigert ihr jedoch den Einlass. Nun versuchen auch Tracy und Mari hineinzukommen. Mittlerweile suchen Theo, Andi und sein Vater völlig nackt nach Pilzen und sind nach deren Verzehr berauscht. Als Andi sich mit seinem Vater ausspricht, greift die Polizei ein, die wegen gesichteter Exhibitionisten gerufen wurde. Gäste: Christian Pätzold als Ingo, Cecilia Pillado als Mercedes, Stephan Greitemeier als Türsteher |
| 19    | Hausaufgaben             | 9. August 2024   |                | Zoe teilt Mari und Theo mit, dass sie jetzt eine Freundin habe, was Theo motiviert, sich möglichst genderneutral zu geben. Bei Knuppes bringt Rocco wegen einer Hausaufgabe erstmals einen Schulfreund mit. Tracy wittert in Kim eine langanhaltende Freundschaft für ihren Sohn, Andi sorgt sich hingegen, dass er schwul sein könnte. Das Abendessen mit den neugewonnenen Gästen gestaltet sich ziemlich cringy, am Ende erleidet Kim eine anaphylaktische Reaktion. Gäste: Maria Matschke Engel als Lola, Camilla George von Drateln als Kim                                                                                    |
| 20    | Omerta                   | 9. August 2024   |                | Theo wird zum Vertrauenslehrer gewählt und muss gleich einem komplexen Schneeballsystem unter den Schülern nachgehen, in das Rocco verwickelt ist. Auch verdächtigt Andi seinen Sohn, sein Canasta-Geld gestohlen zu haben, und möchte ihm eine Lektion erteilen. Es stellt sich heraus, dass Tracy im Schneeballsystem mitmischt und auch vor Entführung nicht zurückschreckt. Doch tatsächlich ist nicht sie die Drahtzieherin, sondern Zoe, die sich letztlich in den Strandurlaub absetzt. |
| 21    | Immer Ärger mit Oma Thuy | 9. August 2024   |                | Tracys Mutter stirbt an einem Herzinfarkt, woraufhin Andi eine vietnamesische Trauerfeier plant. Der verdutzte Theo muss beim Leichentransport und bei der Vorbereitung helfen, Rocco und Zoe versuchen auf ihre Art, den Geist der Oma zu befrieden, und Mari möchte Tracy trösten, wobei letztlich Tracy Mari hilft, ihren Mutterverlust zu verarbeiten. Wörner und Eckner sind sich unklar darüber, ob hinter all dem verdächtigen Treiben im Doppelhaus ein Verbrechen oder ein Missverständnis steckt. |
| 22    | Väter                    | 9. August 2024   |                | An Zoes Geburtstag steht ihr leiblicher Vater Serge vor der Tür, macht einen auf megacool und möchte mit ihr nach Peru reisen. Aufgrund einer Begegnung mit einem Bekannten Tracys zweifelt Andi an der Vaterschaft. Er möchte einen DNA-Test machen und braucht wegen der Blutphobie Theos Hilfe. Nach kurzer Überlegung wirft er die Proben weg. Nachdem Serge abgereist ist, beobachtet die Familie die Sterne. Zoe ist sich Serges leerer Versprechungen bewusst, man solle ihr aber die Illusion lassen. Gäste: Robert Stadlober als Serge                                                                                     |
| 23    | Work-Life-Balance        | 9. August 2024   |                | Um ihre Work-Life-Balance wiederherzustellen, rufen Mari und Theo den kostspieligen Coach Tim zu sich. Dieser wird bald auf den an Hämorrhoiden leidenden Nachbarn Andi aufmerksam, der für seinen Ansatz empfänglich erscheint. Rocco versucht indes, männlicher zu wirken und seinen Bartwuchs zu beschleunigen. Der aufdringliche Tim nimmt immer mehr Einfluss auf die Doppelhausbewohner, bis die genervte Tracy ihn mit dem Baseballschläger in der Hand zur Rede stellt, sodass er flüchtet. Gäste: Jonas Dassler als Tim, Altine Emini als Arzthelferin Ida                                                                 |
| 24    | Der Traum ist aus        | 9. August 2024   |                | Sommer 2010: Die in einer Neuköllner WG lebende alleinerziehende Studentin Mari wird von einer Mitbewohnerin zum Konzert von Liebhaber Theo in einen Club eingeladen. Dort versuchen die auf eigene Faust verdeckt ermittelnden Dorfpolizisten Andi und Wörner endlich etwas Großes aufzudecken und vermasseln der Polizei eine lang geplante Aktion. An dem Abend kommen Mari und Theo zusammen, auch hat Andi vor der Blamage noch mit seiner früheren Klassenkameradin Tracy geflirtet. Gäste: Amina Eisner als Joyce, Yung Ngo als Eddie, Neda Rahmanian als Frau Sawadi                                                        |

### Staffel 4
| Folge | Name                | Erstausstrahlung | Einschaltquoten | Inhalt und Gastdarsteller |
| ----- | ------------------- | ---------------- | --------------- | --- |
| 25    | Der Switch          | 30. April 2025   |                 | Durch einen Zauberspruch Zoes, die mit ihrer Witchcraft zwei der unterschiedlichsten Menschen vertauschen möchte, wachen Andi und Mari am nächsten Morgen im Körper des anderen auf. Beide wollen das ändern, doch zunächst müssen Andi und Mari den Alltag des anderen bestreiten, sei es in Maris Job oder bei Andis Canasta-Runde. Auch bei Theo und Tracy führt das merkwürdige Verhalten ihrer Partner zu Irritationen. Erst das empathische Verhalten von Andi und Mari füreinander führt zur gewünschten Rückverwandlung. Gäste: Robert Seeliger als Eric Man, Hannes Wegener als Jens, Annabella Zetsch als Simone                                   |
| 26    | Neue Nachbarn       | 30. April 2025   |                 | Im Haus gegenüber zieht ein Berliner Kollektiv ein. Mari scheint mit ihrer Begrüßung nicht wirklich zu punkten, Zoe und Tracy hingegen werden willkommen geheißen. Andi ist argwöhnisch und versucht mit seiner prolligen Art für Ordnung zu sorgen, wird allerdings eher ausgenutzt. Bedrückt sucht Mari Rat bei Rocco, der ihr empfiehlt, anderen ihr Herz zu öffnen. Mari versucht erneut ihr Glück bei den Nachbarn und bringt diese am Abend dann in aufgeheiterter Stimmung zur häuslichen Tangorunde mit. Gäste: Zethphan Smirh-Gneist als Fyn, Pola Geiger als Ava, Erwin Herrmann als Klaus Jürgen, Manuele Herrmann als Ulli                       |
| 27    | Roccos Rache        | 30. April 2025   |                 | Stubenhocker Rocco legt sich ein neues Haustier zu: Roboterhund Bibo. Die beiden sind ein Herz und eine Seele, bis Bibo beim Gassigehen von einem Auto überfahren wird. Da es nur ein Spielzeug war, bleibt die Polizei untätig. In seiner Trauer sinnt Rocco auf Rache, zum Teil angeregt durch missverstandene Äußerungen von Theo und Mari. Rocco sucht nach und nach die Fahrzeuginsassen auf und trifft sie an ihren verwundbarsten Punkten. Am Schluss stellt sich heraus, dass Zoe am Steuer saß. Gäste: Rajab Hassan als Jojo, Vivien Scholz als Tischtennisspielerin                                                                                |
| 28    | Ortsversteher       | 30. April 2025   |                 | Nach dem Abdanken der Schönefelder Ortsvorsteherin haben im Wahlkampf gleich mehrere Kandidaten Ideen für das alte Fabrikgelände. Jochen Reimers plant eine Mall, Andi eine Brauerei, Mari ein Ökoenergieprojekt und Theo setzt auf Verständnis. Doch eine von Zoe und Rocco auf dem Gelände entdeckte Fledermausart macht schnelle Bauvorhaben unmöglich. Als es auf der Bürgerversammlung zu Tumulten zwischen den Kandidaten kommt, beschließt die alte Vorsteherin erneut zu kandidieren. Gast: Bärbel Wittrich als Henriette Gonnermann |
| 29    | Therapie            | 30. April 2025   |                 | Im Rahmen seiner MPU wird Andi zu einer Psychotherapeutin geschickt, für ihn reine Zeitverschwendung. Mari hingegen sucht die Therapeutin auf, um sich auszutauschen und ihre mentale Hygiene zu stärken. In ihren Sitzungen klagen beide über den jeweils anderen. Der Konflikt eskalierte, als Andi einen vom Vater geschnitzten Marterpfahl aufstellte, auf den Mari mit einer Axt einschlug. Bei einem Ohnmachtsanfall der Therapeutin müssen Andi und Mari gemeinsam „therapeutisch“ eingreifen. Gäste: Alice Gruia als Alex Täubner, Vincent Fabricius als Tuncay                                                                                      |
| 30    | Tausend Mal berührt | 30. April 2025   |                 | Am Tag von Wörners Trauung mit Vroni beichtet Trauzeuge Andi während der Zeremonie allen, dass er vor Jahren ein Techtelmechtel mit der Braut gehabt hat. Wörner ist am Boden zerstört und die Hochzeit droht zu platzen. Nur durch die vereinten Kräfte aller gelingt die Rettung. Theo hadert mit sich, ob er Mari nicht doch einen Antrag machen soll, obwohl diese rein gar nichts von solchen traditionellen Zwängen hält. Als Andi Rio Reisers Für immer und dich singt, wagt Theo schließlich einen Versuch. Gäste: Simone Thomalla als Vroni, Monika Lennartz als Tante Käthe, Benita Bailey als Gundula, Nhung Hong als Isa, Paul Ahrens als Markus |
| 31    | Cultural Heritage   | 30. April 2025   |                 | Andi findet im Keller den afrikanischen Kunstschatz eines Schönefelder Barons. Mari hält dies für koloniale Raubkunst, die in ein Museum muss, woraufhin Theo diesen nach einem nächtlichen Einbruch bei Knuppes auch dort hinbringt. Rocco und Zoe versuchen hingegen etwas über ihre genetische Herkunft herauszufinden. Im Museum beginnt nun ein Kampf zwischen Andi und Mari um die Kunstschätze. Schließlich werden sie darüber aufgeklärt, dass der Baron kein gewalttätiger Kolonialherr war, sondern nur ein großer Hochstapler. Gäste: Sandro di Stefano als Geppetto, Dorka Gryllus als Sophie                                                    |
| 32    | Money Talks         | 30. April 2025   |                 | Um ihren Salon profitabler zu machen, heuert Tracy einen Mönch an. Der empfiehlt, sich mit den Nachbarn anzufreunden, worauf Tracy zum Abendessen einlädt. Da Andi gerade Kronkorken für ein Gewinnspiel sammelt und eine Flasche nach der anderen trinkt, machen sich Theo und Mari Sorgen um die Knuppes. Zoe hingegen interessiert nur, wie sie Geld für ein Taylor-Swift-Tickert bekommen kann. Theo entwickelt eine Faszination für Saugrotor und Rocco entdeckt schließlich die Freude an Crowdfunding-Unterstützung. Gäste: Nguyet Pham Khac als Mönch, Liv Zellinger als Lea, Ursula Mehler als Nachbarin                                            |
| 33    | Schöne Bescherung   | 30. April 2025   |                 | Es ist Heiligabend und Mari muss eine Tecla-Mitarbeiterin entlassen Da Brian betrunken ankommt, braucht Theo schnell einen Weihnachtsmannersatz für Frida, woraufhin Andi kurzerhand einspringt. Mari schickt ihn nach der Bescherung umgehend wieder weg, versucht danach aber wieder, sich dafür zu entschuldigen. Schließlich landen alle bei Knuppes zum gemeinsamen Wichteln. Nachdem dies eskaliert, sich dann aber doch wieder alle vertragen, zündet die entlassene Mitarbeiterin Maris Tecla an. Gäste: Maria Mai Rohmann als Fanny, Cem Sultan Ungan als Taxifahrer                                                                                |

## Rezeption

### Kritik
Martina Kalweit gibt Staffel 1 der Serie in ihrer Bewertung bei tittelbach.tv insgesamt 4,5 von 6 Sternen. Die Serie mache „einfach Spaß“. Das wirkliche Leben werde in den Blick genommen, hinter den vordergründigen Themen würden auf der zweiten Erzählebene grundlegende gesellschaftliche Probleme durchgespielt. Es werde hierbei nicht vor derben Übertreibungen zurückgeschreckt, jede Episode der Serie vereine „feinen Dialog-Witz mit Eskalationen ins Grobe“, wobei die Pointen gut gesetzt seien.
Im Tagesspiegel schreibt Thomas Gehringer, dass die Serie viel Tempo, Slapstick und intelligenten Humor biete. „Je größer die gegenseitige Unkenntnis, je ausgeprägter die Vorurteile und je unerschrockener die Serie mit vermeintlichen Tabus und Sprachverboten umgeht, desto lustiger wird’s.“ Trotz Witz und Slapstick gerate keine der Hauptfiguren derart lächerlich, dass man bei ihren Missgeschicken nicht mitfühlen könnte. Der Kritiker lobt Milan Peschel als tragikomischen Kleinbürger und Minh-Khai Phan-Thi als schlagfertige Frauenfigur mit Berliner Dialekt. Es funktioniere auch, dass Rassismus als Quelle für Komik diene, da hier keine Witze auf Kosten der Opfer resultierten, sondern die „vorbildliche Vielfalt dieser Diversity-Comedy für kluge und komische Momente“ eingesetzt werde.
Oliver Armknecht gibt der Serie in seiner Kritik auf film-rezensionen.de insgesamt 7 von 10 Punkten. Die Serie mache sich „einen Spaß aus einer anderen Form des Culture Clashes, wenn ambitionierte Political-Correctness-Pinkel auf polternde Prolls treffen“, wobei keine Seite eindeutig gut oder schlecht dargestellt werde. Alle der tendenziell überzeichneten Figuren könnten einem auf die Nerven gehen, Klischees würden „dankbar aufgenommen und bis zur Schmerzgrenze eskaliert“. Die Serie schrecke vor grobem Humor nicht zurück. Teilweise hätten die Episoden etwas Beliebiges an sich, man habe nicht das Gefühl einer Entwicklung. Es sitze auch nicht jeder Gag und zuweilen würden die Gags zu lang am Leben gehalten. Für Armknecht überwiegt allerdings der positive Gesamteindruck der amüsanten Serie; „das gut aufgelegte Ensemble, das keine Scheu vor erbärmlichen Situationen hat“, sei ein Grund, hier einmal einzuschalten.

### Auszeichnungen
Beim 19. Quotenmeter-Fernsehpreis 2022 wurde Doppelhaushälfte in der Kategorie Beste Serie oder Reihe ausgezeichnet. Weitere Preise wurden an die Darsteller Minh-Khai Phan-Thi (Beste Hauptdarstellerin) und Benito Bause (Bester Hauptdarsteller) sowie Helena Yousefi (Beste Nebendarstellerin) und Minh Hoang Ha (Bester Nebendarsteller) verliehen.
Die Serie wurde in den Jahren 2022 und 2023 für den Deutschen Fernsehpreis in der Kategorie Beste Comedy-Serie nominiert, ging bei den jeweiligen Verleihungen im September 2022 bzw. 2023 aber leer aus.

## Trivia
Maris Job bei dem Elektroautohersteller Tecla wird als Anspielung auf das in Brandenburg ansässige Unternehmen Tesla gedeutet, dessen Logo in der Serie zu sehen ist.